# Tetragnatha cylindriformis
Tetragnatha cylindriformis là một loài nhện trong họ Tetragnathidae.
Loài này thuộc chi Tetragnatha. Tetragnatha cylindriformis được miêu tả năm 1952 bởi Lawrence.